# Château Léoville-Las Cases

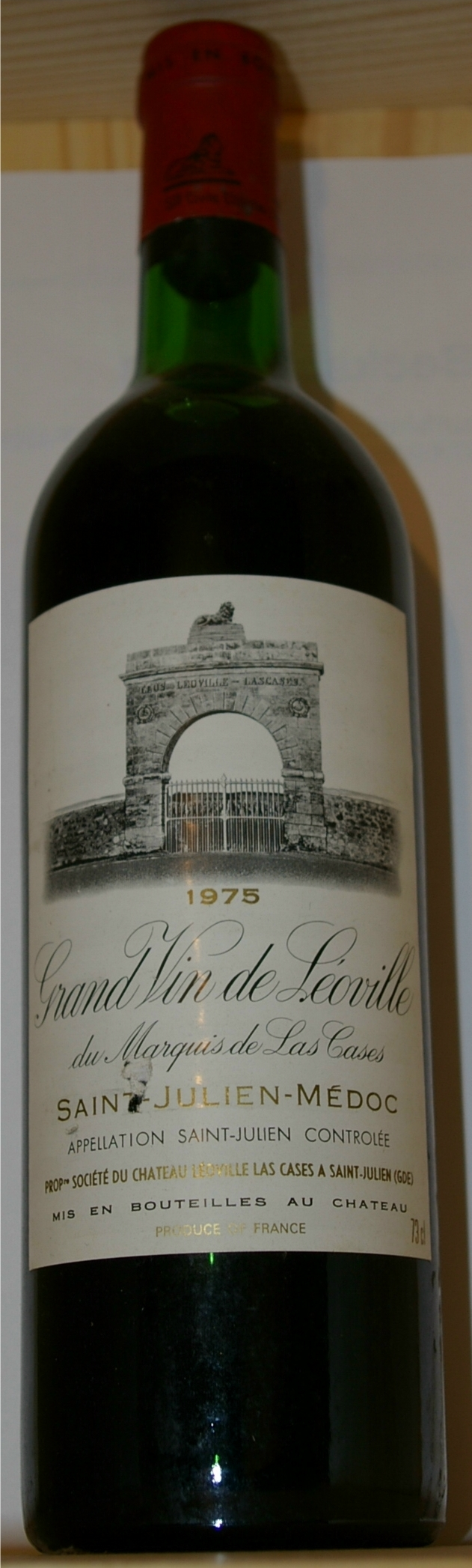
Una botella de un Château Léoville-Las Cases de 1975.

Château Léoville-Las Cases es una bodega en la AOC Saint-Julien de la región vinícola de Burdeos en Francia y, dentro de ella, del Médoc. Château Léoville-Las Cases es también el nombre del vino tinto producido en esta propiedad. El vino producido aquí fue clasificado entre los segundos crusen la Clasificación Oficial del Vino de Burdeos de 1855.
Léoville-Las Cases fue una vez parte de una finca mucho más grande hasta la Revolución francesa, cuando una parcela de esta finca se separó para formar lo que es hoy el Château Léoville-Barton. En 1840 la finca se dividió de nuevo y la tierra que con el tiempo se convertiría en Château Léoville-Pyferré quedó segregada. Desde mediados del siglo XX la familia Delon ha sido la propietaria de esta finca.

## Viñedo
La parte más grande de los viñedos Léoville-Las Cases, conocido como el "Grand Clos!, se encuentra en la porción septentrional de Saint Julien con solo el afluente Juillac separando sus viñedos de los de Château Latour en Pauillac. Un total de 97 hectáreas están plantadas con cabernet sauvignon (65%), merlot (19%), cabernet franc (13%) y petit verdot (3%). El viñedo pasó por una gran replantación durante los años 1950, y actualmente la edad media de las vides es de 30 años.

## El vino
Léoville-Las Cases produce dos vinos, su grand vin, y un segundo vino llamado Clos du Marquis. Las bayas se recolectan a mano, se aplastan y luego pueden fermentar en madera a temperatura controlada, en cemento o en cubas de acero inoxidable de tamaño variable dependiendo del estilo de la cosecha. Léoville-Las Cases también emplea una máquina de ósmosis inversa de última generación para ayudar a extraer el exceso de agua del mosto en una cosecha lluviosa (Kramer). El uso de esta máquina está considerado legal, pero es muy controvertido, y mientras Léoville-Las Cases ciertamente no es la única finca que emplea semejante máquina, pocas de las demás lo admiten. Después de procesar y fermentar, el vino se transfiere a barricas de roble durante 18-20 meses de añejamiento antes de ser refinado con claras de huevo y embotellado. Château Léoville-Las Cases fue una de las primeras fincas de Burdeos que introdujo una segunda etiqueta, Clos du Marquis.
En 1976, la cosecha de 1971 alcanzó el número seis entre los diez tintos franceses y californianos en el histórico Juicio de París.